# Czeladź
Czeladź is een stad in het Poolse woiwodschap Silezië, gelegen in de powiat Będziński. De oppervlakte bedraagt 16,57 km², het inwonertal 34.402 (2005).